# Marysole Wörner Baz
Marysole Wörner Baz (Ciudad de México, México, 17 de agosto de 1936 - Las Cabañas, Tepotzotlán, Estado de México, 22 de junio de 2014) fue una artista mexicana, contemporánea de la llamada Generación de la Ruptura pero más cercana, por afinidad y convivencia, a los artistas europeos exiliados en México, entre quienes se puede mencionar a Remedios Varo, Leonora Carrington, Vlady, Mathias Goeritz, Francisco Moreno Capdevilla y Benito Messeguer.

En Marysole se vuelcan, esencialmente, la vida del desheredado, y en el drama del momento crucial que estamos viviendo. Íntimamente identificada con el medio ambiente, que siempre ha sabido interpretar a fondo. Ha habido un tiempo ya pasado, en que lo angustioso dominaba, sus dibujos y el color tendían a reflejar lo trágico en sólo blanco y negro; y sus reflejos elípticos en las cosas. Actualmente parece haberse transformado en una visión [...] pesimista, apareciendo con mayor vigor, con mayor claridad, la aurora de la esperanza, la fe en el nuevo hombre.

## Inicios en el arte
La temprana atención que logró de la crítica de los años cincuenta, su formación autodidacta, su cercanía con artistas extranjeros mayores a ella y el lanzamiento inicial de su carrera en Francia le permitieron mantenerse al margen del enfrentamiento generacional que prevalecía en el ámbito de las artes plásticas mexicanas. Esto mismo le dio la oportunidad de participar, de manera indistinta y un tanto marginal, en las exposiciones que agrupaban diversas visiones y tendencias, y desarrollar un estilo muy diferenciado de las corrientes del momento, cargado de una solidaridad humanista y marcadamente sombrío.
Apunta Graciela Kartofel: 

[...] sus esculturas sin separarse totalmente de lo natural, se atreven a ser presencias nuevas en el arte, sus tempranas tallas en piedra y sus maderas se encaminan hacia estas formas que realiza con los “clavos” de durmiente de ferrocarril; diría que de la masa de gran volumen pasa a la escultura lineal y de lo trágico a lo cómico. ¿Qué es percepción en el arte o en el trabajo del ser humano?, percepción es atreverse a ser lo que no se ha hecho, percepción es decidirse a compartir con muchos seres una acción, en vez de hacerlo sólo con una élite privilegiada, percepción es aprender a equivocarse y volver a empezar, percepción es lograr el equilibrio, como en el caso de Marysole Wörner, con sus pinturas, con sus grabados y con sus esculturas.
Graciela Kartofel. “Marysole Wörner Baz” en Novedades. 8 de octubre de 1989.

## Familia de artistas
Marysole pertenece a una familia de creadores que han dejado su huella en la poesía, la arquitectura y la pintura. El hiperrealismo de los hermanos Emilio Baz Viaud y Ben-Hur Baz Viaud –tíos de la artista- remite a evocadores autorretratos, naturalezas muertas y estudios botánicos trasladados al lienzo que tuvieron importante recepción a través del Museo de Arte Moderno de la Ciudad de México. Juan Wörner Baz, el hermano más joven de Marysole, con una intención funcionalista, abrevó en la escuela de Luis Barragán para transitar por volúmenes y espacios en la arquitectura. Asimismo, la poeta Marysole Baz de Wörner –madre de la autora- conmueve con su antología "La peonza", en donde las pasiones son retratadas con maestría y un tono evocador.
Raquel Tibol, Antonio Rodríguez y Teresa del Conde, en particular, han abordado en interesantes publicaciones la trayectoria familiar en la que Marysole, inserta por tradición, responde a necesidades estéticas de una genealogía eminentemente creativa. 001-01061-P1-2007
A pesar de su creciente éxito y los grandes aciertos al ampliar sus medios de expresión —de la pintura al dibujo y a la escultura—, su alcoholismo se acentuó casi hasta el grado de truncar su carrera. Sus relaciones homosexuales con la destacada escritora Adela Fernández y Fernández, compañera de toda la vida, y con la cuentista María Cristina Meza ocuparon un lugar primordial en su trabajo artístico. Luego de un intenso proceso de rehabilitación a principios de los setenta, volvió con una nueva visión y se ganó, en el transcurso de los siguientes años, exposiciones en los principales museos de México (Palacio de Bellas Artes, Museo de Arte Moderno, Museo Universitario del Chopo y otros) y el reconocimiento de coleccionistas en otros países.
La artista expresó sobre el vínculo con Guillermo Wörner, su padre: 

Un día me acerqué a él y le dije que Dios no existía. Me subió a su coche, dejó el trabajo, y nos fuimos al campo. Oye hija, me comentó, por qué de la misma tierra crece el maíz [...] era época de lluvia. Luego me llevó al río y me hizo meter las manos en él. ¡Mira nada más qué cielo, qué pintor podría en segundos cambiar la luz y las nubes, todas!. Tras la larga caminata, regresamos a casa en silencio. Tienes razón, me dijo, “Dios no existe”, pero no existe fuera, ya está adentro de ti. Ése es tu Dios. Desde entonces aprendí que Dios habita en todo, Dios no es otra cosa sino materia.
Entrevista realizada a Marysole Wörner Baz por Alfonso Miranda Márquez y Héctor Palhares Meza el domingo 11 de junio de 2006 en su estudio de Tepotzotlán.

## Trayectoria profesional
Desde su primera exposición individual en 1955, y a lo largo de más de cinco décadas de trabajo, exploró los más diversos medios, desde los tradicionales hasta algunos acercamientos a los terrenos de la instalación, el arte efímero y los espacios intervenidos. Entre sus obras se pueden destacar, por su técnica distintiva, los óleos con espátula, tallas en madera y grabados policromáticos.
Señala Teresa del Conde: 

Después de la Segunda Guerra Mundial, varios artistas retomaron la costumbre de viajar a Europa con objeto de perfeccionarse en sus respectivas disciplinas; pero sobre todo estaban deseosos de ver lo que en otros países ocurría. El perfeccionamiento disciplinario era relativo, pues la enseñanza de las disciplinas tradicionales en las academias de arte mexicanas en ese tiempo dejaba poco que desear [...]. Había que apoderarse de “El bastión de mármol” (el Palacio de Bellas Artes, sede por entonces de las más importantes exposiciones) y abrir nuevos espacios [...]. Fue entonces cuando empezó a gestarse el movimiento que se ha dado en denominar Ruptura.

### Etapas plásticas

#### Los años 50
Su trabajo en la década de los cincuenta se caracterizó por el empleo de colores parcos y tenebrosos para retratar escenas urbanas, denuncia social y la presencia de ese París que tanto determinaría su mirada estética. El drama humano en ella es portavoz de goyescas obsesiones: la pasión, la soledad y el desconsuelo. De igual modo, el universo escultórico de Marysole comenzaba a dialogar, de forma insistente, con el misterio de la materia.

#### Los años 60
En los sesenta, con una tendencia propiamente expresionista, la pintora incursionó en el mundo del circo, infantil, para relatar el dramatismo de la década anterior pero con cierto lugar para la esperanza. La fraternal comunión con el desamparo de los bajos fondos se manifestó en una pintura rigurosa y contundente. El dibujo, el color y la composición demostraron que había iniciado una auténtica preocupación de la artista por su individualidad creativa.

#### Los años 70
La entrada a los años setenta fraguó en ella, con la exposición Intenciones y hallazgos, una búsqueda que acabó por delatar los laberintos de la conducta humana en su espacio cotidiano. El espíritu del hombre exalta la redención, la injusticia y el ahogado grito de la sociedad. Aquí radica precisamente lo universal de la autora para abordar complejas temáticas con una mirada plenamente involucrada en sus circunstancias. Sin embargo, esa interiorización la llevará no sólo a comprender el dolor cotidiano, el propio, sino el de la humanidad entera, y dejó secuelas irremediables y trágicas.

#### Los años 80
[...] De la sombra, la confusión, la violencia desencadenada, a la diáfana claridad; y el despertar de una nueva vida en la misma. El ser siendo lo otro; la otredad, lo que nacerá y lo nuevo.

 Con este presagio, Alfonso de Neuvillate define la trayectoria de Marysole Wörner en los años ochenta. Esta década marcó el encuentro de Marysole con la naturaleza desde su cabaña en Tepotzotlán. La montaña es una serie que despliega sus trazos con espátula para retratar los escenarios naturalistas con fuerza telúrica en el color, como sugiere Raquel Tibol.

#### Los años 90
Los años noventa pueden hablar de la pluralidad de la artista en su búsqueda de lo matérico. Todo se mueve, exposición del Museo Universitario del Chopo en 1997, demostró una renovada obsesión: imprimir con un fuerte sentido lúdico su diálogo con el espectador. Piezas movibles de hierro esmaltado y policromado se articulan como objeto artístico e invitación a lo táctil. Raquel Tibol diría sobre esta serie que 

realiza su labor artística pensando en los ojos de los demás, de los innumerables desconocidos (tácitamente presentes) cuya sensibilidad ella aspira a tocar, a comprometer, a incitar, a compartir en pie de igualdad.

 En esta década Marysole sufrió cáncer de garganta severo que la hizo replantear muchos de sus intereses plásticos. Me asomé a la muerte y Paloma de la paz son dos colecciones que tiñeron de rojo la relación de la autora con el binomio vida-muerte.

#### Los últimos años
En octubre de 2005 se expuso en la Casa del Tiempo de la Universidad Autónoma Metropolitana la muestra titulada Imágenes radiológicas de vida y muerte, en la que Marysole y la fotógrafa Idalia Rangel presentaron interesantes propuestas visuales: Marysole, con grupos de calaveras como homenaje a la pintora Remedios Varo, e Idalia con fotografías de espacios abiertos que enmarcan algunas de las obras más importantes de la artista. Su complicidad reside en una gran afinidad visual y documental para asomarse al mundo. De aquí que Marysole Wörner, retomando el gusto antiguo por la imagen fotográfica, construya y deconstruya –de frente a la cámara de Idalia- su realidad. Encontramos así en su estudio de Tepotzotlán tallas en madera –libros, formas geométricas, estilizaciones- que han quedado plasmadas en plata sobre gelatina. Asimismo, óleos resueltos en blanco y negro coexisten con retratos de jóvenes, darketos y personajes de la vida urbana de México que contemplan y son contemplados. Es a partir de esta doble mirada, entonces, que se puede acceder al imaginario de Marysole Wörner Baz, sus anhelos y relación con la materia.

Por este camino se ha ido acercando a la metafísica por el método del análisis, hasta llegar a obtener la síntesis definitiva dentro del quehacer plástico, la cual se manifiesta en el lenguaje de la geometría, de las proporciones, del dominio de la escala, el color y el valor textual de la superficie; va accediendo lentamente al campo [...] donde reina, soberbia, la pintura sin concesiones referenciales, sin apariencias fáciles. ¿Qué importa si se trata de un vidrio o una plancha metálica, la superficie que golpea la lluvia con repetitiva obsesión dentro de un cuadro nominado La ventana? La materia se encuentra ahí con su presencia inerte, al tiempo que vibra en múltiples direcciones tomando de la luz fragmentos, que de tan pequeños apenas alcanzamos a percibir.

## Escultura de Marysole Wörner Baz
Para la inauguración de un Festival Internacional Cervantino, en las postrimerías de los años ochenta, la artista buscó en el fuego –último de sus elementos- una renovación de la plasticidad con la que había experimentado por muchas décadas. En aquella ocasión se trataba de una estructura de alambrón alimentada con luz de bengala, para construir las figuras de Don Quijote y Sancho Panza, como emergentes del multirreproducido pasaje de los molinos de viento, a las que sutilmente envolvía una tela blanca. El milagro se produjo cuando Marysole prendió la tela y durante poco más de una hora los espectadores pudieron presenciar un torbellino de viento y silbantes llamas. Tras de sí, la hoguera dejó dos siluetas que aparecían como ave fénix, impregnadas de ceniza y luz quemada, para perpetuarse en una plaza guanajuatense. Teresa del Conde afirma:

[...] Desde su despunte como pintora, Marysole se involucró también con los volúmenes y se inició tallando piedra. Con el correr del tiempo se aventuró con las piezas de alambrón. Tienen carácter de dibujos volumétricos y algunas de ellas se emparentan con lo que en los años sesenta realizaba su colega Armando Ortega [...], y atendiendo a eso presentó exposiciones que tuvieron carácter de happening, puesto que al final de la inauguración se procedía a la quema de las piezas [...].

Dar en el clavo, de la mano de Raquel Tibol, marcó un episodio fundamental en la carrera de Marysole. Con clavos y durmientes de ferrocarril, la autora crea y recrea el mundo en procesiones multitudinarias, crucifixiones, militares en avanzada, grupos que se integran al paisaje. Junto con este proyecto, las cintas (soleras de hierro) sujetas a una plataforma metálica gracias al ingenio de don Román, el soldador eterno de Marysole, son siluetas de grupos de personas, animales y figuras que hasta la primera década del siglo XXI ocuparon su interés artístico.
Las series de libros de madera tallada y barnizada son ejemplo de la vocación matérica de Wörner Baz. A ellos, se sumaron piedra, alambrón, hierro, y otros elementos que, desde su estudio en Tepotzotlán, configuran la versatilidad de más de seis décadas ininterrumpidas de trabajo con la que se adhirió por derecho propio a la galería de mujeres artistas mexicanas del siglo XX.

## El grabado
Aguafuerte, buril o puntaseca acompañan a los personajes y paisajes urbanos en la trayectoria de Marysole. Los temas se repiten pero el tratamiento es diferente. Como en su pintura, se puede observar la intención de revelar emociones y pasiones del hombre. Desde un perro callejero hasta un payaso exaltado por su propia carcajada. Otra vez multitudes o montañas silenciosas plasmadas con ayuda del tórculo y la prensa. El grabado le permite, asimismo, la incursión por nuevas formas y materiales. Las líneas se desdibujan más allá de buscar la solidez en el trazo. Para la crítica de arte Alaíde Foppa: [...] La colección que exhibe Marysole Wörner Baz obedece, sin duda, a un propósito literario; es una crónica de lo que vemos en la ciudad. Desarrollar un tema perseguido puede forzar la mano; pero da lugar a sorprendentes hallazgos y encuentros reveladores en donde vemos el transitar por las calles de México [...] vemos a los seres que ella vio, y los vemos con la mirada piadosa o irónica, atenta o distraída, nunca objetiva, y en la medida que es menos objetiva, más convincente. La mayoría de los personajes están observados por detrás, como si la artista quisiera sorprender lo que no se disimula. El rostro puede ser una máscara, pero en el cuerpo, en las actitudes involuntarias que éste asume cuando no se sabe observado, su verdad asoma [...].
Wörner Baz entrega nuevas propuestas de lenguaje plástico a través del linóleo. La forma se basta a sí misma en su propia reducción geométrica. La directriz es la línea que adopta diversos tratamientos: quebradas, paralelas, yuxtaposición u ondulaciones que no comienzan ni terminan; por el contrario, se trata de imágenes eternizadas en movimiento ejemplar. El cromatismo es una constante en este género: paneles de azul, amarillo, rojo y verde que enmarcan ese juego de ausencia figurativa. Sin embargo, el contenido emocional es palpable y pleno de sugerencias. La naturaleza vuelve a ocupar la atención de la artista pero de un modo diferente, más pleno, inserto en nuestro tiempo y circunstancias. El fotógrafo Lázaro Blanco apreció que: [...] no pude menos que reconocer la habilidad de la autora y su capacidad de retención, y de observación y su maestría en el empleo del color para interpretar esas calidades de luz; las llegué a considerar como muy emparentadas con la fotografía, y hasta me atreví a pensar que quizás los apuntes se hicieron por medio de la cámara.

## Muerte y donación de su obra
Antes de su fallecimiento a causa de un paro respiratorio en junio de 2014, Marysole Wörner Baz donó la mayor parte de su colección a Museo Soumaya, Fundación Carlos Slim para su conservación, investigación y difusión.
El último homenaje público en vida de la autora tuvo lugar en el Antiguo Atrio del Templo de San Francisco en el Centro Histórico de la Ciudad de México, con 13 esculturas exhibidas entre marzo y julio de 2014. Se espera a partir de 2015 la itinerancia de su obra pictórica y escultórica por las plazas comerciales de Grupo Carso en la República Mexicana. Señaló la artista en rueda de prensa en la Casa de los Azulejos durante la inauguración de aquel evento: Se van mis hijos -pinturas y esculturas- vestidos de quinceañeras. Cuando vi a la gente del museo que vino a embalarlas parecían eso...quinceañeras que se van a vivir su propia vida. Me siento libre para comenzar de nuevo.

### Bibliohemerografía directa
- Jorge Juan Crespo de la Serna. Galería Proteo. 1957
- Margarita Nelken. Juegos de niños. Mer Kup. 1962
- Fernández, Justino. La pintura moderna mexicana. México, Parmaca, 1964
- Jorge Juan Crespo de la Serna. Novedades. 18 de agosto de 1971 y 22 de agosto de 1972
- Jorge Juan Crespo de la Serna. “Intenciones y hallazgos” en el Instituto Nacional de Bellas Artes. 9 de agosto de 1972
- Julia María Palencia. El Universal. 20 de agosto de 1972
- Pablo Fernández Márquez. El Nacional. 27 de agosto de 1972
- Alfonso de Neuvillate. El Heraldo de México. 27 de agosto de 1972
- Julia María Palencia. “Por las Galerías”. El Universal. 13 de agosto de 1972
- René Allis. El Universal. 21 de enero de 1973
- Elena Poniatowska. Novedades. 26 de marzo de 1978
- Revue Parlamentaire. París, 31 de marzo de 1958
- L’Information Artistique. París, marzo de 1958
- Journal de L’Amateur d’Art. París, 10 de marzo de 1958
- Le Quotidiend’Informations Industrielles e Commerciales. París, 17 de marzo de 1958
- María Idalia. “Metamorfosis escultórica” en Galería La Pulga. Junio de 1983
- Adela Fernández. "Marysole Worner". Unomásuno. 1983
- Raquel Tibol. “Pastos y Neblinas de Marysole Wörner Baz”. Proceso. 18 de julio de 1983
- Ignacio Flores Antunes. Novedades. Julio de 1983
- Antonio Rodríguez. La Montaña. 1985
- Raquel Tibol. “Dar en el clavo”. 1985
- Graciela Kartofel. Novedades. 8 de octubre de 1989
- Ángeles Vázquez. La Jornada. 20 de febrero de 1989
- Alfredo Villanueva Acuña. El Diario de Toluca. 5 de noviembre de 1989
- Antonio Rodríguez. Excélsior. 9 de marzo de 1989
- Rodríguez Prampolini, Ida. El Surrealismo y el Arte Fantástico de México. México, Instituto de Investigaciones Estéticas-UNAM, 1983.
- Luis Ortiz Macedo. Cien obras maestras del Museo de Arte Moderno. Febrero de 1991
- Raquel Tibol. Todo se mueve. 1997
- Teresa del Conde. Herencia y creación. México, Museo de Arte Moderno, 1993.
- Palhares Dos Santos Meza, Héctor Patrick. El sueño matérico de Marysole Wörner Baz. México, Facultad de Filosofía y Letras de la Universidad Nacional Autónoma de México, 2007. Tesis para obtener el título de Maestro en Historia del Arte. 001-01061-P1-2007